# Bø (Nordland, Norveška)
Bø je općina u okrugu Nordland u Norveškoj. Naselje je ustanovljeno kao općina 1. siječnja 1838.g. Površina općine je 247 km2, a prema popisu stanovništva iz 2004. ima 3041 stanovnika.